# 市原市立寺谷小学校
市原市立寺谷小学校（いちはらしりつ てらやつしょうがっこう）は、千葉県市原市寺谷にある公立小学校。文部科学省の学校コードはB112210004645、旧学校調査番号は121089。通称は寺小（てらしょう）。2025年（令和7年）3月31日をもって閉校する予定である。

## 概要
市原市中部の南総地区に位置する。現在の学校は3代目で、元々は市原市立戸田小学校寺谷分校であったが、児童数増加によって同校から分離した新設校である。2022年（令和4年）5月1日現在、市原市で最も児童数が少ない公立小学校となっている。
児童数減少のため2025年（令和7年）3月31日をもって閉校し、再び市原市立戸田小学校に統合される予定である。
また、一部の児童は市原市立牛久小学校へ移動する。

## 沿革

### 概歴

#### 馬立小学校栢橋付属校 - 上高根小学校寺谷付属校
1876年（明治9年）3月に馬立小学校から分離した栢橋付属校に馬立小学校区の一部を分離して寺谷小学校〈初代〉として満蔵寺にて新設された。1878年（明治11年）3月に上高根小学校に統合され、上高根小学校寺谷附属校となった。

#### 寺谷小学校〈2代目〉 - 戸田小学校寺谷分教場
1881年（明治14年）に再び分離独立して万蹟寺にて寺谷小学校〈2代目〉として開校した。1887年（明治20年）に寺谷尋常小学校、1897年（明治30年）に戸田第二尋常小学校と改称した後、1914年（大正3年）10月5日に戸田第一尋常高等小学校と統合した。1916年（大正5年）には寺谷285番地1にて戸田尋常高等小学校寺谷分教場が設置され、戸田村立戸田国民学校寺谷分教場、戸田村立戸田小学校寺谷分校と改称している。

#### 寺谷小学校〈3代目〉
市原市立戸田小学校寺谷分校が市原市立牛久小学校の一部の学区も含めた上で独立し、1981年（昭和55年）に市原市立寺谷小学校〈3代目〉として開校した。同年開校後に現所在地である寺谷687番地1に校舎の建設を開始した。2008年（平成20年）より南総地区で運行開始されたコミュニティバスを、ときわ台および栢橋の児童が通学に利用している。学校実績として、市原市教育委員会指定研究学校の指定を2011年（平成23年）までに8回受けている。児童数減少のため、2025年（令和7年）3月31日をもって閉校し、翌日より市原市立戸田小学校と統合する予定である。

### 年表
年表は以下の通りである。
- 1875年（明治8年）3月 - 馬立小学校栢橋付属校設置。
- 1876年（明治9年）3月 - 寺谷小学校〈初代〉が開校。
- 1878年（明治11年）3月 - 上高根小学校に統合され寺谷小学校〈初代〉は閉校し、上高根小学校寺谷付属校を設置。
- 1881年（明治14年）11月 - 寺谷小学校〈2代目〉が開校。
- 1887年（明治20年）4月 - 寺谷尋常小学校に改称。
- 1897年（明治30年）5月 - 戸田第二尋常小学校に改称。
- 1914年（大正3年）10月5日 - 戸田第一尋常高等小学校に統合され戸田第二尋常小学校は閉校。
- 1916年（大正5年）4月 - 戸田尋常高等小学校寺谷分教場設置。
- 1941年（昭和16年）4月1日 - 戸田村立戸田国民学校寺谷分教場に改称。
- 1947年（昭和22年）3月29日 - 戸田村立戸田小学校寺谷分校に改称。
- 1954年（昭和29年）11月15日 - 南総町立戸田小学校寺谷分校に改称。
- 1967年（昭和42年）10月1日 - 市原市立戸田小学校寺谷分校に改称。
- 1980年（昭和55年）
  - 3月 - （仮称）市原市立戸田第二小学校として開校準備。
  - 11月 - 市原市立戸田小学校寺谷分校閉校記念文化祭実施。
  - 12月 - 校名が市原市立寺谷小学校に決定。
- 1981年（昭和56年）
  - 4月1日 - 市原市立寺谷小学校として開校。
  - 7月 - 新校舎の施工を開始。
  - 8月 - 校章・校旗・校歌制定。
- 1982年（昭和57年）
  - 2月 - 体育館が完成。
  - 7月 - プールが完成。
- 1984年（昭和59年）9月 - 玄関前ロータリーの舗装を実施。
- 1987年（昭和62年）4月1日 - 県の愛鳥モデル校に指定される。
- 1990年（平成2年）12月 - 学校給食優良校として県から表彰される。
- 1991年（平成3年）10月 - 学校給食優良校として県から表彰される。
- 1993年（平成5年）3月 - ニュートンのリンゴの木が移植される。
- 1995年（平成7年）3月 - 玄関前岩石園設置。
- 1996年（平成8年）3月 - 児童昇降口に世界の時計を設置。
- 1999年（平成11年）11月 - 県学校体育優良学校賞受賞。
- 2001年（平成13年）3月 - 耕運機1台が寄贈される。
- 2002年（平成14年）
  - 3月 - 体育館緞帳を更新。
  - 11月 - 子ども110番を開設。
  - 12月 - 児童用コンピュータに新機種導入。
- 2003年（平成15年）
  - 7月 - プールサイド応援席設置。
  - 11月 - 体育館脇の舗装工事を実施。
- 2004年（平成16年）2月 - 百葉箱設置。
- 2005年（平成17年）5月 - 学校で使用する水を専用井戸水から市営水道に変更する。
- 2008年（平成20年）1月 - ときわ台・栢橋地区のコミュニティバスでの通学を開始。
- 2025年（令和7年）3月31日 - 市原市立戸田小学校と統合して閉校（予定）。

### 研究指定
各機関からこれまで7回（計8年間）の研究指定を受けている。研究指定の一覧は以下の通りである。
- 1987年（昭和62年） - 市教委「学力向上（国）」研究指定
- 1988年（昭和63年） - 市教委「学校給食」研究指定
- 1989年（平成元年） - 県教委「学校給食」研究指定
- 1994年（平成6年） - 市教委「学校体育」研究指定
- 2000年（平成12年） - 市教委「開かれた学校」研究指定
- 2004年（平成16年） - 市教委「学力向上（理）」研究指定（2年間の1年目）
- 2005年（平成17年） - 市教委「学力向上（理）」研究指定（2年間の2年目）
- 2009年（平成21年） - 市教委「土台学力（基礎）」研究指定

## 校則

### 校章
※画像準備中

### 校歌
校歌に関する情報は以下の通りである。
- 作詞：市原雄忍
- 作曲：山本金雄

## 施設

### 敷地
敷地の詳細は以下の通りである。
| 所在地     | 〒290-0236 千葉県市原市寺谷687番地1 |
| 所有者     | 市原市                              |
| 敷地面積   | 28,240m2                            |
| 用途地域   | なし                                |
| 指定建蔽率 | 60%                                 |
| 指定容積率 | 100%                                |
| 取得価格   | 590,445,000円                       |

### 建物
敷地内の建物は以下の通りである。
| 棟番号 | 棟名称         | 構造 | 階数        | 延床面積   | 建築年 | 耐震     | 耐震       | Is値 | 備考       |
| ------ | -------------- | ---- | ----------- | ---------- | ------ | -------- | ---------- | ---- | ---------- |
| 001    | 校舎-1・2      | RC造 | 地上3階建て | 3,221.00m2 | 1981年 | 基準不明 | 耐震工事済 | 1.00 | [ 注釈 2 ] |
| 002    | 体育館         | RC造 | 地上3階建て | 805.00m2   | 1982年 | 基準不明 | 耐震性あり | 1.13 | [ 注釈 2 ] |
| 003    | 倉庫・物置     | 木造 | 地上1階建て | 76.00m2    | 1982年 | -        | -          | -    |            |
| 004    | 倉庫・物置     | 木造 | 地上1階建て | 26.00m2    | 1981年 | -        | -          | -    |            |
| 005    | 倉庫・物置     | S造  | 地上1階建て | 26.00m2    | 1998年 | -        | -          | -    |            |
| 006    | 倉庫・物置     | 木造 | 地上1階建て | 20.00m2    | 1993年 | -        | -          | -    |            |
| 007    | 倉庫・物置     | 木造 | 地上1階建て | 20.00m2    | 1982年 | -        | -          | -    |            |
| 008    | 処理場・加工場 | S造  | 地上1階建て | 9.00m2     | 1989年 | -        | -          | -    |            |

## 規模
2024年（令和6年）5月25日現在の学校規模は以下の通りである。
| 児童数       | 43名      |                          |
| 学級数       | 7学級     |                          |
| 通学区域面積 | 10.817km2 | ※2022年(令和4年)のデータ |
| 通学区域人口 | 3,799人   | ※2022年(令和4年)のデータ |

### 推移
各年度4月1日若しくは5月1日時点での学校規模の推移は以下の通りである。
| 年度                   | 児童数 | 学級数 | 備考                           |
| ---------------------- | ------ | ------ | ------------------------------ |
| 1981年度（昭和56年度） | 538名  | 15学級 |                                |
| 2011年度（平成23年度） | 148名  | 8学級  |                                |
| 2018年度（平成30年度） | 92名   | 8学級  |                                |
| 2019年度（平成31年度） | 74名   | 8学級  |                                |
| 2020年度（令和2年度）  | 70名   | 7学級  |                                |
| 2021年度（令和3年度）  | 66名   | 7学級  |                                |
| 2022年度（令和4年度）  | 62名   | 7学級  |                                |
| 2023年度（令和5年度）  | 53名   | 6学級  | 当時の4・5年生で複式学級が開始 |
| 2024年度（令和6年度）  | 43名   | 7学級  |                                |

## 諸活動

### 児童会活動
2年に1度、市原市内の「小学生の集い」という集まりに行くことがある。(前回:2023年度)
また、年間行事の「ありがとう集会」の運営を(一部)行う

### 部活動
市原市内の陸上大会に向け、秋頃に陸上部が仮設される。対象は4~6年生(大会は5,6年生のみ出場可能)

## 年間行事
4月上旬：入学式
5月下旬：運動会
7月下旬~8月末：夏季休業
12月下旬~1月上旬：冬季休業
2月下旬:ありがとう集会(6年生を送る会)
3月中旬：卒業式

## 通学区域
以下の町丁字とその範囲を通学区域に指定している。
- 南岩崎
- 寺谷
- 栢橋
- 上高根の一部
- 西国吉の一部

## 通学区域内施設
- ザ・ナショナルカントリー倶楽部千葉

## 中学校区
- 市原市立南総中学校

## 隣接小学校区
- 市原市立戸田小学校
- 市原市立牛久小学校
- 袖ケ浦市立平岡小学校
- 木更津市立馬来田小学校

## アクセス
- 馬立駅から徒歩31分
- コスモス南総（コミュニティバス）
  - 「寺谷小入口」で下車、徒歩2分